# Jüdische Gemeinde Větrný Jeníkov

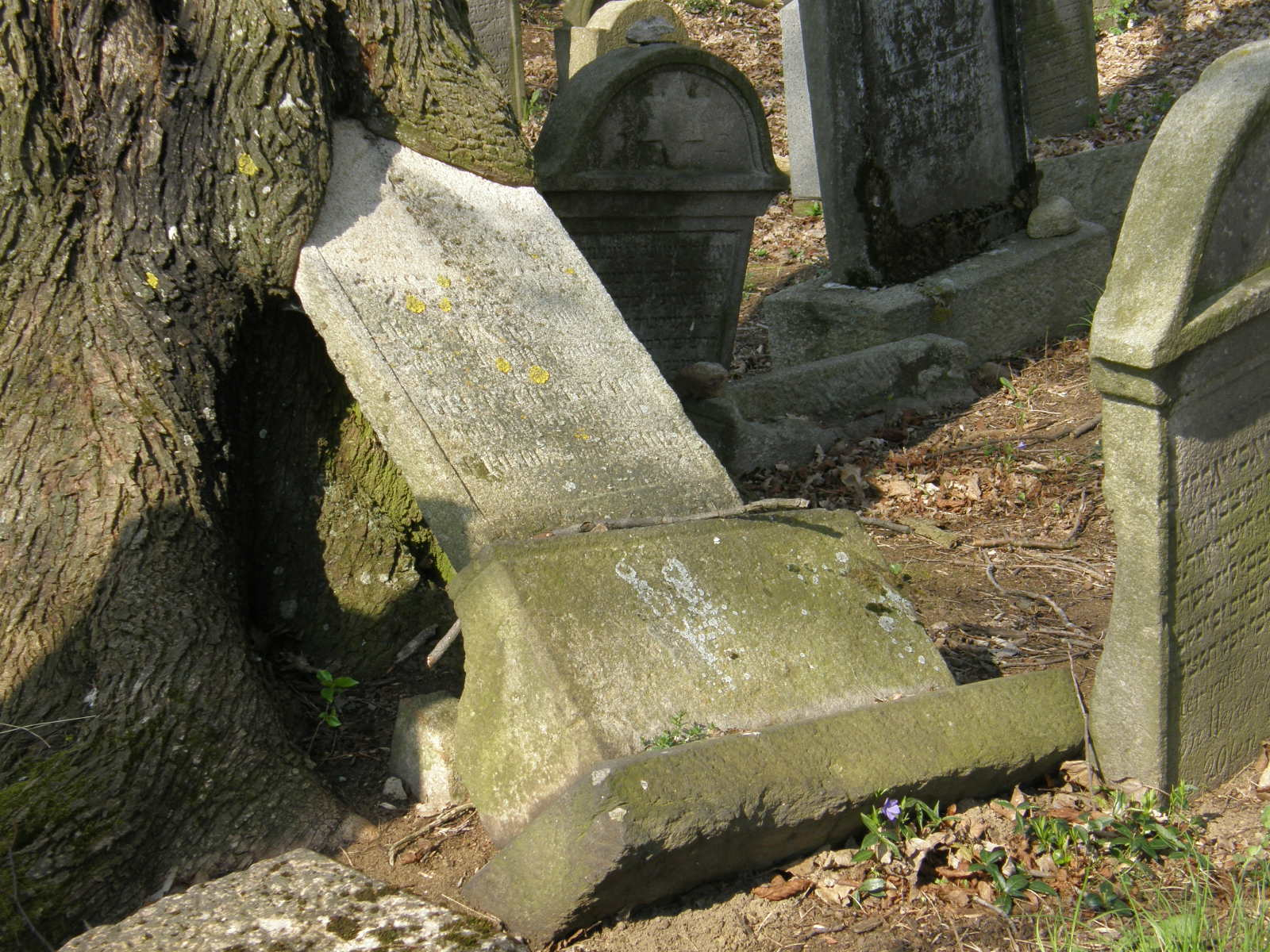
Jüdischer Friedhof in Větrný Jeníkov

Die Jüdische Gemeinde in Větrný Jeníkov (deutsch Windig Jenikau), einer tschechischen Gemeinde im Okres Jihlava der Region Vysočina, entstand im 18. Jahrhundert.

## Geschichte
In Větrný Jeníkov ist die Ansiedlung jüdischer Familien erstmals aus dem Jahr 1724 belegt. Die kleine jüdische Gemeinde zählte während ihres Bestehens kaum mehr als zehn Familien.
Ab den 1920er Jahren lebten keine Juden mehr im Ort.